# Università di Chester
L'Università di Chester (in inglese: University of Chester) è un'università pubblica inglese. L'università è nata come college di formazione per insegnanti, il primo nel Regno Unito. Si compone di cinque campus a Chester e nei dintorni, uno a Warrington e un centro universitario a Shrewsbury. Offre corsi di base universitari e post-universitari.
L'università è membro dell'AACSB, dell'Associazione delle università del Commonwealth, del Cathedrals Group, della North West Universities Association e delle università del Regno Unito. Ha ottenuto un Silver Award nel Teaching Excellence Framework (TEF) del 2023.
Un articolo del 2021 del Times Higher Education indicava l'Università di Chester come il quinto più antico istituto di istruzione superiore d'Inghilterra, preceduto solo dalle università di Oxford, Cambridge, Durham e Londra.